# Temporada da Liga ACB de 2017–18
A Temporada da Liga ACB 2017–18 foi a 35.ª edição da principal competição de basquetebol masculino na Espanha a ser disputada entre 30 de setembro de 2017 e 19 de junho de 2018. A equipe do Valencia, que conquistou seu primeiro título na temporada 2016-17, defende seu título.

## Equipes participantes
| Clube        | Arena                  | Localização     | 2016-17 | Melhor Resultado |
| ------------ | ---------------------- | --------------- | ------- | ---------------- |
| Baskonia     | Fernando Buesa         | Vitoria-Gasteiz | 2º      | Campeão (3x)     |
| Joventut     | Palau Olímpic          | Badalona        | 14º     | Campeão (2x)     |
| FC Barcelona | Palau Blaugrana        | Barcelona       | 6º      | Campeão (15x)    |
| Gipuzkoa     | Plaza de Toros         | Donostia        | 1º Ouro | 5º (2011-12)     |
| Gran Canaria | Arena Gran Canaria     | Las Palmas      | 7º      | 4º (2012-13)     |
| Tenerife     | Pavilhão Insular       | La Laguna       | 5º      | 5º (2016-16)     |
| Obradoiro    | Fontes do Sar          | Santiago        | 13º     | 8º (2012-13)     |
| Fuenlabrada  | Fernando Martin        | Fuenlabrada     | 12º     | 7º (3x)          |
| Andorra      | Poliesportiu d'Andorra | Andorra-a-Velha | 8º      | 8º (2016-17)     |
| Estudiantes  | WiZink Arena           | Madrid          | 11º     | 2º (2003-04)     |
| Real Betis   | San Pablo              | Sevilha         | 15º     | 2º (2x)          |
| Real Madrid  | WiZink Arena           | Madrid          | 1º      | Campeão (11x)    |
| Bilbao       | Bilbao Arena           | Bilbau          | 10º     | 2º (2010-11)     |
| Burgos       | Coliseum Burgos        | Burgos          | 2º Ouro | Estreante        |
| Zaragoza     | Príncipe Felipe        | Saragoça        | 15º     | 3º (2012-13)     |
| Malaga       | Martín Carpena         | Málaga          | 4º      | Campeão (1x)     |
| Murcia       | Palacio de Deportes    | Múrcia          | 9º      | 7º (2015-16)     |
| Valencia     | Fonte de São Luis      | Valência        | 3º      | Campeão (1x)     |

## Pré-temporada

### Circuito Movistar

#### Etapa Moralzarzal
| 01 de setembro 18:30 | Relatório | Montakit Fuenlabrada | 78–85 | Valencia |  | Moralzarzal |  |

| 01 de setembro 21:00 | Relatório | UCAM Murcia | 81–84 | Movistar Estudiantes |  | Moralzarzal |  |

| 02 de setembro 18:00 | Relatório | Montakit Fuenlabrada | 87–95 | MoraBanc Andorra |  | Moralzarzal |  |

| 02 de setembro 20:30 | Relatório | Movistar Estudiantes | 89–84 | San Pablo Burgos |  | Moralzarzal |  |

| 03 de setembro 17:00 | Relatório | Valencia | 77–80 | MoraBanc Andorra |  | Moralzarzal |  |

| 03 de setembro 19:30 | Relatório | UCAM Murcia | 71–69 | San Pablo Burgos |  | Moralzarzal |  |

#### Etapa Logroño
| 08 de setembro 18:30 | Relatório | RetaBET Bilbao Basket | 78–94 | Iberostar Tenerife |  | Logroño Público: 978 |  |

| 08 de setembro 21:00 | Relatório | Baskonia | 82–96 | Monbus Obradoiro |  | Logroño |  |

| 09 de setembro 18:00 | Relatório | RetaBET Bilbao Basket | 98–63 | Tecnyconta Zaragoza |  | Logroño Público: 1.178 |  |

| 09 de setembro 20:30 | Relatório | Movistar Estudiantes | 102–107 | Monbus Obradoiro |  | Logroño Público: 1.634 |  |

| 10 de setembro 18:00 | Relatório | Baskonia | 85–91 | Movistar Estudiantes |  | Logroño Público: 1.328 |  |

| 10 de setembro 20:15 | Relatório | Iberostar Tenerife | 81–69 | Tecnyconta Zaragoza |  | Logroño Público: 914 |  |

#### Etapa Granada
| 15 de setembro 19:30 | Relatório | Gipuzkoa Basket | 81–76 | Tecnyconta Zaragoza |  | Palacio Municipal, Granada Público: 978 |  |

| 15 de setembro 21:30 | Relatório | Unicaja Malaga | 106–76 | Guaros de Lara |  | Palacio Municipal, Granada Público: 752 |  |

| 16 de setembro 17:30 | Relatório | Tecnyconta Zaragoza | 87–93 | UCAM Murcia |  | Palacio Municipal, Granada Público: 902 |  |

| 16 de setembro 21:30 | Relatório | Fundación Granada | 93–96 | Guaros de Lara |  | Palacio Municipal, Granada Público: 2.471 |  |

| 17 de setembro 17:00 | Relatório | Gipuzkoa Basket | 92–86 | UCAM Murcia |  | Palacio Municipal, Granada Público: 1.356 |  |

| 17 de setembro 19:30 | Relatório | Herbalife Gran Canaria | 87–73 | Guaros de Lara |  | Palacio Municipal, Granada Público: 1.193 |  |

### Supercopa Endesa 2017
|  | Semifinal                     | Semifinal    |    |  | Final                         | Final |  |
|  |                               |              |    |  |                               |       |  |
|  | 22 de Setembro – Gran Canaria |              |    |  |                               |       |  |
|  | Valencia                      | 83           |    |  |                               |       |  |
|  | Unicaja Malaga                | 78           |    |  |                               |       |  |
|  |                               |              |    |  |                               |       |  |
|  |                               |              |    |  | 23 de Setembro – Gran Canaria |       |  |
|  |                               |              |    |  | Valencia                      | 69    |  |
|  |                               | Gran Canaria | 63 |  |                               |       |  |
|  |                               |              |    |  |                               |       |  |
|  |                               |              |    |  |                               |       |  |
|  |                               |              |    |  |                               |       |  |
|  | 22 de Setembro – Gran Canaria |              |    |  |                               |       |  |
|  | Gran Canaria                  | 73           |    |  |                               |       |  |
|  | Real Madrid                   | 64           |    |  |                               |       |  |

## Temporada Regular
| Casa\Visitante          | BAS    | JOV    | FCB     | DEL    | HER   | IBE    | OBR    | FUE     | AND     | EST     | BET    | RMB    | BIL   | BUR    | ZAR    | UCM    | UNI    | VAL   |
| ----------------------- | ------ | ------ | ------- | ------ | ----- | ------ | ------ | ------- | ------- | ------- | ------ | ------ | ----- | ------ | ------ | ------ | ------ | ----- |
| Kirolbet Baskonia       |        | 87-77  | 96-72   | 88-86  | 91-66 | 100-94 | 85-78  | 95-63   | 88-75   | 94-76   | 94-70  | 69-81  | 94-71 | 102-82 | 73-78  | 87-85  | 96-78  | 78-74 |
| Divina Seguros Joventut | 61-75  |        | 72-74   | 76-67  | 92-91 | 73-76  | 62-63  | 95-87   | 103-101 | 93-96   | 81-76  | 66-84  | 84-56 | 81-88  | 94-83  | 62-71  | 85-78  | 77-75 |
| FC Barcelona            | 87-82  | 91-79  |         | 89-74  | 77-88 | 91-93  | 102-58 | 101-74  | 94-70   | 95-100  | 121-56 | 94-72  | 90-58 | 111-81 | 100-84 | 94-97  | 73-76  | 79-74 |
| Delteco GBC             | 72-84  | 92-87  | 77-101  |        | 80-87 | 89-70  | 107-99 | 81-76   | 60-64   | 101-91  | 94-60  | 84-98  | 87-91 | 63-71  | 94-99  | 67-69  | 71-63  | 77-95 |
| Herbalife Gran Canaria  | 100-82 | 94-69  | 77-93   | 84-76  |       | 68-76  | 82-64  | 87-65   | 99-95   | 99-95   | 83-90  | 88-78  | 90-85 | 87-80  | 90-70  | 83-71  | 76-55  | 87-78 |
| Iberostar Tenerife      | 86-74  | 77-75  | 86-81   | 88-92  | 92-71 |        | 73-69  | 83-75   | 69-78   | 77-59   | 87-70  | 74-84  | 83-69 | 84-76  | 100-94 | 84-78  | 81-77  | 67-70 |
| Monbus Obradoiro        | 77-83  | 77-68  | 73-76   | 69-72  | 79-65 | 75-64  |        | 78-81   | 65-77   | 112-116 | 89-70  | 93-102 | 70-69 | 94-69  | 80-74  | 70-68  | 91-97  | 96-77 |
| Montakit Fuenlabrada    | 80-75  | 83-78  | 75-93   | 84-70  | 66-86 | 79-68  | 65-73  |         | 77-85   | 87-81   | 91-94  | 75-90  | 82-68 | 69-79  | 88-82  | 88-86  | 77-69  | 61-76 |
| MoraBanc Andorra        | 94-97  | 88-81  | 102-92  | 94-81  | 78-76 | 58-48  | 93-96  | 94-95   |         | 78-65   | 96-68  | 89-87  | 99-91 | 91-99  | 100-77 | 90-70  | 66-60  | 87-69 |
| Movistar Estudiantes    | 87-89  | 101-94 | 80-70   | 75-92  | 88-75 | 97-92  | 95-67  | 69-71   | 81-72   |         | 89-83  | 75-92  | 96-84 | 100-76 | 84-74  | 79-91  | 57-72  | 73-71 |
| Real Betis              | 62-106 | 86-81  | 82-89   | 88-94  | 76-77 | 62-109 | 83-77  | 70-73   | 89-100  | 81-90   |        | 63-98  | 86-94 | 96-101 | 70-67  | 87-102 | 89-88  | 80-90 |
| Real Madrid             | 101-89 | 87-70  | 80-84   | 87-75  | 96-72 | 89-76  | 78-65  | 100-72  | 94-88   | 96-89   | 104-89 |        | 95-65 | 96-81  | 77-69  | 87-85  | 99-85  | 83-71 |
| RETAbet Bilbao          | 74-78  | 99-74  | 83-104  | 71-74  | 92-78 | 67-74  | 74-84  | 77-83   | 72-82   | 87-77   | 93-79  | 80-87  |       | 62-78  | 77-72  | 73-82  | 70-67  | 77-81 |
| San Pablo Burgos        | 76-100 | 79-80  | 101-103 | 76-99  | 89-98 | 65-81  | 86-77  | 69-71   | 92-86   | 72-87   | 92-88  | 95-100 | 90-86 |        | 96-88  | 89-86  | 78-85  | 76-90 |
| Tecnyconta Zaragoza     | 74-98  | 86-92  | 86-99   | 97-73  | 95-99 | 89-77  | 93-87  | 102-108 | 95-78   | 102-97  | 81-78  | 81-96  | 81-61 | 73-79  |        | 73-77  | 77-102 | 74-97 |
| UCAM Murcia             | 78-67  | 75-92  | 55-61   | 83-69  | 84-78 | 74-72  | 60-62  | 82-62   | 81-77   | 71-77   | 63-70  | 61-63  | 82-71 | 67-64  | 84-73  |        | 64-74  | 91-93 |
| Unicaja Malaga          | 72-73  | 86-74  | 80-78   | 114-88 | 94-87 | 72-62  | 96-76  | 82-86   | 87-86   | 89-70   | 99-71  | 88-89  | 93-78 | 93-72  | 82-83  | 78-67  |        | 95-67 |
| Valencia                | 81-77  | 102-81 | 70-71   | 86-64  | 89-83 | 74-61  | 80-67  | 88-72   | 89-87   | 93-69   | 103-67 | 82-86  | 87-67 | 87-78  | 103-58 | 73-84  | 74-73  |       |

### Classificação Fase Regular
| Pos. | Clube                   | J  | V  | D  | P+    | P-    | Classificação              |
| ---- | ----------------------- | -- | -- | -- | ----- | ----- | -------------------------- |
| 1    | Real Madrid             | 34 | 30 | 4  | 3.052 | 2.678 | Playoffs                   |
| 2    | Kirolbet Baskonia       | 34 | 25 | 9  | 2.946 | 2.668 | Playoffs                   |
| 3    | FC Barcelona Lassa      | 34 | 24 | 10 | 3.030 | 2.691 | Playoffs                   |
| 4    | Valencia                | 34 | 22 | 12 | 2.809 | 2.582 | Playoffs                   |
| 5    | Herbalife Gran Canaria  | 34 | 20 | 14 | 2.851 | 2.780 | Playoffs                   |
| 6    | MoraBanc Andorra        | 34 | 19 | 15 | 2.898 | 2.787 | Playoffs                   |
| 7    | Unicaja Málaga          | 34 | 19 | 15 | 2.778 | 2.631 | Playoffs                   |
| 8    | Iberostar Tenerife      | 34 | 19 | 15 | 2.684 | 2.614 |                            |
| 9    | Montakit Fuenlabrada    | 34 | 17 | 17 | 2.641 | 2.806 |                            |
| 10   | UCAM Murcia             | 34 | 17 | 17 | 2.624 | 2.589 |                            |
| 11   | Movistar Estudiantes    | 34 | 17 | 17 | 2.861 | 2.892 |                            |
| 12   | Monbus Obradoiro        | 34 | 14 | 20 | 2.650 | 2.742 |                            |
| 13   | Delteco GBC             | 34 | 13 | 21 | 2.742 | 2.854 |                            |
| 14   | San Pablo Burgos        | 34 | 13 | 21 | 2.775 | 2.961 |                            |
| 15   | Divina Seguros Joventut | 34 | 12 | 22 | 2.709 | 2.831 |                            |
| 16   | Tecnyconta Zaragoza     | 34 | 10 | 24 | 2.780 | 3.006 |                            |
| 17   | RETAbet Bilbao          | 34 | 8  | 26 | 2.592 | 2.843 | Rebaixados para a LEB Ouro |
| 18   | Real Betis Energía Plus | 34 | 7  | 27 | 2.629 | 3.096 | Rebaixados para a LEB Ouro |

## Playoffs

### Confrontos
|  | Quartas-de-final | Quartas-de-final       | Quartas-de-final       |                   |                   | Semifinais | Semifinais | Semifinais |  |  | Final | Final       | Final |
|  |                  |                        |                        |                   |                   |            |            |            |  |  |       |             |       |
|  |                  | Real Madrid            | 2                      |                   |                   |            |            |            |  |  |       |             |       |
|  |                  | Iberostar Tenerife     | 0                      |                   |                   |            |            |            |  |  |       |             |       |
|  |                  | Iberostar Tenerife     | 0                      |                   | Real Madrid       | 3          |            |            |  |  |       |             |       |
|  |                  |                        |                        |                   | Real Madrid       | 3          |            |            |  |  |       |             |       |
|  |                  |                        | Herbalife Gran Canaria | 0                 |                   |            |            |            |  |  |       |             |       |
|  |                  | Valencia               | Herbalife Gran Canaria | 0                 | 1                 |            |            |            |  |  |       |             |       |
|  |                  | Valencia               |                        |                   | 1                 |            |            |            |  |  |       |             |       |
|  |                  | Herbalife Gran Canaria | 2                      |                   |                   |            |            |            |  |  |       |             |       |
|  |                  |                        |                        |                   |                   |            |            |            |  |  |       | Real Madrid | 3     |
|  |                  |                        |                        | Kirolbet Baskonia | 1                 |            |            |            |  |  |       |             |       |
|  |                  | Kirolbet Baskonia      | 2                      |                   |                   |            |            |            |  |  |       |             |       |
|  |                  | Unicaja Malaga         | 0                      |                   |                   |            |            |            |  |  |       |             |       |
|  |                  | Unicaja Malaga         | 0                      |                   | Kirolbet Baskonia | 3          |            |            |  |  |       |             |       |
|  |                  |                        |                        |                   | Kirolbet Baskonia | 3          |            |            |  |  |       |             |       |
|  |                  |                        | FC Barcelona           | 1                 |                   |            |            |            |  |  |       |             |       |
|  |                  | FC Barcelona           | FC Barcelona           | 1                 | 2                 |            |            |            |  |  |       |             |       |
|  |                  | FC Barcelona           |                        |                   | 2                 |            |            |            |  |  |       |             |       |
|  |                  | MoraBanc Andorra       | 1                      |                   |                   |            |            |            |  |  |       |             |       |

#### Quartas de final
| Time 1            | Série | Time 2                 | 1º Jogo | 2º Jogo | 3º Jogo |
| ----------------- | ----- | ---------------------- | ------- | ------- | ------- |
| Real Madrid       | 2 - 0 | Iberostar Tenerife     | 83-73   | 84-75   |         |
| Valencia          | 1 - 2 | Herbalife Gran Canaria | 71-56   | 70-97   | 89-92   |
| Kirolbet Baskonia | 2 - 0 | Unicaja Malaga         | 87-70   | 80-64   |         |
| FC Barcelona      | 2 - 1 | MoraBanc Andorra       | 76-94   | 85-81   | 91-71   |

#### Semifinal
| Time 1            | Série | Time 2                 | 1º Jogo | 2º Jogo | 3º Jogo | 4º Jogo | 5º Jogo |
| ----------------- | ----- | ---------------------- | ------- | ------- | ------- | ------- | ------- |
| Real Madrid       | 3 - 0 | Herbalife Gran Canaria | 88-70   | 92-83   | 99-92   |         |         |
| Kirolbet Baskonia | 3 - 1 | FC Barcelona           | 86-61   | 85-79   | 65-67   | 88-82   |         |

#### Final
| Time 1      | Série | Time 2            | 1º Jogo | 2º Jogo | 3º Jogo | 4º Jogo | 5º Jogo |
| ----------- | ----- | ----------------- | ------- | ------- | ------- | ------- | ------- |
| Real Madrid | 3 - 1 | Kirolbet Baskonia | 90-94   | 98-91   | 83-78   | 96-85   |         |

## Prêmios Individuais

### MVP por mês
| Mês       | Jogador              | Clube                   | Ref  |
| 2017      | 2017                 | 2017                    | 2017 |
| --------- | -------------------- | ----------------------- | ---- |
| Outubro   | Henk Norel           | Delteco GBC             | 24,2 |
| Novembro  | Gary Neal            | Tecnyconta Zaragoza     | 22   |
| Dezembro  | Luka Dončić          | Real Madrid             | 24   |
| 2018      |                      |                         |      |
| Janeiro   | Clevin Hannah        | UCAM Murcia             | 21   |
| Fevereiro | Gary Neal            | Tecnyconta Zaragoza     | 39   |
| Março     | Ante Tomić           | FC Barcelona Lassa      | 23,8 |
| Abril     | Gary Neal            | Tecnyconta Zaragoza     | 23,8 |
| Maio      | Nicolás Laprovittola | Divina Seguros Joventut | 22   |

### MVP por rodada
| Rodada | Jogador                                                   | Valoração |
| ------ | --------------------------------------------------------- | --------- |
| 1      | Sylven Landesberg (Estudiantes)                           | 33        |
| 2      | Henk Norel (Gipuzkoa)                                     | 36        |
| 3      | Henk Norel (Gipuzkoa)                                     | 30        |
| 4      | Mateusz Ponitka (Tenerife)                                | 34        |
| 5      | Tornike Shengelia (Baskonia)                              | 33        |
| 6      | Dejan Todorović (Bilbao)                                  | 28        |
| 7      | Felipe Reyes (Real Madrid) Nik Caner-Medley (Estudiantes) | 26        |
| 8      | Gary Neal (Zaragoza)                                      | 32        |
| 9      | Nemanja Radović (Obradoido)                               | 29        |
| 10     | Fernando San Emeterio (Valencia)                          | 42        |
| 11     | Mateusz Ponitka (Tenerife)                                | 38        |
| 12     | Rafa Martínez (Valencia)                                  | 26        |
| 12     | Dejan Todorović (Bilbao)(2)                               | 26        |
| 13     | Ryan Kelly (Real Betis)                                   | 29        |
| 14     | Luka Dončić (Real Madrid)                                 | 33        |
| 15     | Nikola Dragović (Zaragoza)                                | 33        |
| 16     | Deon Thompson (Burgos)                                    | 31        |
| 17     | Tornike Shengelia (Baskonia) (2)                          | 34        |
| 18     | Kenny Chery (Gipuzkoa)                                    | 28        |
| 19     | Gary Neal (Zaragoza) (2)                                  | 33        |
| 20     | Gary Neal (Zaragoza) (3)                                  | 45        |
| 21     | Walter Tavares (Real Madrid)                              | 27        |
| 22     | Nemanja Nedović (Unicaja Malaga)                          | 37        |
| 23     | Thomas Heurtel (FC Barcelona)                             | 37        |
| 24     | Ante Tomić (FC Barcelona)                                 | 35        |
| 25     | Sylven Landesberg (Estudiantes) (2)                       | 52        |
| 26     | Petteri Koponen (FC Barcelona)                            | 27        |
| 27     | Lucio Redivo (Bilbau)                                     | 38        |
| 28     | Nicolás Laprovittola (Joventut)                           | 31        |
| 29     | Rudy Fernández (Real Madrid)                              | 28        |
| 30     | Tornike Shengelia (Baskonia) (3)                          | 41        |
| 31     | Nicolás Laprovittola (Joventut) (2)                       | 34        |
| 32     | Gary Neal (Zaragoza) (4)                                  | 39        |
| 33     | Luka Dončić (Real Madrid)                                 | 42        |
| 34     |                                                           |           |

## Rebaixamento
Por critério de mérito desportivos foram rebaixados para a LEB Ouro na próxima temporada as seguintes equipes:
- Real Betis Energia Plus
- RETAbet.es Bilbao

## Clubes espanhóis em competições europeias
| Clube        | Competição        | Resultado                                       |
| ------------ | ----------------- | ----------------------------------------------- |
| Baskonia     | EuroLiga          | Quartas de finais - eliminado por Fenerbahçe SK |
| FC Barcelona | EuroLiga          | Temporada regular (13º colocado;11v - 19d)      |
| Real Madrid  | EuroLiga          | Campeão (10º título)                            |
| Málaga       | EuroLiga          | Temporada regular (9º colocado;13v - 17d)       |
| Valencia     | EuroLiga          | Temporada regular (11º colocado;12v - 18d)      |
| Gran Canaria | EuroCopa          | Quartas de finais - eliminado por Lokomotiv     |
| Andorra      | EuroCopa          | Temporada regular (3v-7d 5º colocado)           |
| Bilbao       | EuroCopa          | Temporada regular (2v-8d 5º colocado)           |
| Joventut     | Liga dos Campeões | Eliminado na 2ª Classificação                   |
| Tenerife     | Liga dos Campeões | Oitavas de finais - eliminado por UCAM Murcia   |
| Estudiantes  | Liga dos Campeões | Temporada regular (8v-6d 5º colocado)           |
| Murcia       | Liga dos Campeões | Medalha de Bronze                               |